# Tijarica
Tijarica je naselje grada Trilja, u Splitsko-dalmatinskoj županiji. 

## Zemljopis
Naselje Tijarica je naziv koji se koristi za tri sela koja čine Tijaricu:
- Gornja Tijarica,
- Donja Tijarica i
- Vrandolac.

Sva tri naselja se nalaze na padinama dijela planine Kamešnice.
Većina naseljenog područja Gornje Tijarice na visini je između 640 i 670 metara nad morem. Ona je do 2001. bila vođena kao zasebno selo, ali je tada administrativno spojena s Donjom Tijaricom. Tijarica Gornja ima nekoliko zaselaka, od koji su neki Bilopolje, Alići i Banzgonje.
- Bilopolje u Tijarici Gornjoj
- Bilopolje i Maglaj u pozadini

## Stanovništvo
Naselje Tijarica bilježi pad stanovništva od završetka Drugog svjetskog rata. Kao razlozi opadanja broja stanovnika navode se teški uvjeti za život, nedostupnost obrazovnih i zdravstvenih ustanova, cestovna izoliranost te odlazak mladih obitelji prema većim naseljima i u inozemstvo radi zaposlenja, kao i odumiranje starijeg autohtonog stanovništva.
| broj stanovnika | 806   | 946   | 1022  | 1156  | 1333  | 1452  | 1469  | 1525  | 1511  | 1518  | 1458  | 1407  | 1250  | 1068  | 750   | 374   | 366   |
|                 | 1857. | 1869. | 1880. | 1890. | 1900. | 1910. | 1921. | 1931. | 1948. | 1953. | 1961. | 1971. | 1981. | 1991. | 2001. | 2011. | 2021. |